# 액티브 매트릭스 액정 디스플레이

액티브 매트릭스 액정 디스플레이

액티브 매트릭스 액정 디스플레이(active matrix liquid crystal display), 또는 능동 행렬 액정 표시장치 (能動行列液晶表示裝置)는 액정 디스플레이의 한종류로, 가볍고 화질이 좋으며 다양한 색상 범위와 빠른 반응속도로 인하여 현재 노트북 컴퓨터 제조사에서 주로 사용되고 있다. 이 용어는 1975년에 티 피터 브로디 박사 (Dr T. Peter Brody)가 각 화소에 카드늄 셀렌화물 박막 트랜지스터를 사용하여 평판 디스플레이의 모든 화소를 구동하는 방법을 설명하는 데 사용되었다.
액티브 매트릭스 디스플레이의 대표적인 예는 편광판과 액정화소 및 박막 트랜지스터의 매트릭스로 만들어진 박막 트랜지스터 액정 디스플레이가 포함된다. 모든 다른화소가 갱신되는 동안에 패널에 있는 각화소의 전기적 상태를 유지한다. 이방식은 동일한 크기의 패시브 매트릭스보다 더 밝고 선명한 화면을 제공한다. 이런 장치의 중요한 특징은 시야각이다.
박막 트랜지스터는 액티브 매트릭스에서 하나의 부속일 뿐이고 어떤 설계에서는 다이오드같은 부속도 사용되지만, 박막 트랜지스터는 액티브 매트릭스를 구성하는 데 일반적으로 사용되기 때문에 두 용어는 종종 동의어로 취급된다. 그러나 패시브 매트릭스 디스플레이는 목표 구역의 액정에 전류를 전송하는 데 단순한 전도 그리드를 사용하며, 액티브 매트릭스 디스플레이는 제한된 시간 동안 전하를 유지하는 능력이 있는 트랜지스터와 축전기 그리드 (이것을 박막 트랜지스터라고 칭함)를 사용한다. 트랜지스터의 턴온동작 때문에 특정 화소는 전하를 받고, 다음 리프레시 주기 동안 전하를 보존하는 축전기 같은 동작을 해서 패시브 매트릭스보다 화질을 향상시킨다.
시장에는 다양한 액티브 매트릭스 디스플레이가 있다. 각 디스플레이는 명확한 물리 디스플레이 해상도와 관계된다. 디스플레이 해상도는 전체 화면의 점의 수(화소수)를 의미한다. 해상도가 높은 표시 장치일수록 더 많은 화소수를 가진다. 액티브 매트릭스 디스플레이에서 화소의 전체수는 정해져 있다. 예로 VGA 디스플레이는 640 x 480의 낮은 해상도를 가지고 있다.
| 모니터 | 해상도      |
| ------ | ----------- |
| QVGA   | 320 x 240   |
| VGA    | 640 x 480   |
| SVGA   | 800 x 600   |
| XGA    | 1024 x 768  |
| WXGA   | 1280 x 800  |
| WXGA+  | 1440 x 900  |
| SXGA   | 1280 x 1024 |
| SXGA+  | 1400 x 1050 |
| UXGA   | 1600 x 1200 |
| WSXGA  | 1680 x 1050 |
| WUXGA  | 1920 x 1200 |

## 같이 보기
- 액정 디스플레이
- 액티브 매트릭스 어드레싱
- 패시브 매트릭스 액정 디스플레이